# پوتزی فراندل
پوتزی فراندل (انگلیسی: Putzi Frandl؛ زادهٔ ۵ ژوئیهٔ ۱۹۳۰) اسکی‌باز آلپاین اهل اتریش است.